# Graphidipus clavistigma
Graphidipus clavistigma là một loài bướm đêm trong họ Geometridae.